# Elecciones parlamentarias de Lituania de 2016
Las elecciones parlamentarias de Lituania se celebraron el 9 de octubre de 2016, con una segunda vuelta que se realizará el 23 de octubre en las circunscripciones en que ninguno de los candidatos obtuvo la mayoría en la primera ronda de votación. Todos los 141 escaños en el Seimas serán elegidos; 71 en circunscripciones uninominales elegidos por mayoría de votos y el restante 70 en una circunscripción nacional sobre la base a la representación proporcional.
Los resultados de la elección dieron una victoria al partido agrario Unión de los Campesinos y Verdes Lituanos, que se hizo con 22,45% de los votos y 54 escaños, frente a sólo un asiento en las elecciones de hace cuatro años. El éxito del partido se atribuyó a la insatisfacción de los votantes con los partidos establecidos a la luz de los bajos salarios y las persistentes emigraciones. Mientras que el partido Unión de la Patria, que era el mayor partido de la oposición en el precedente Seimas, terminó en un distante segundo lugar con sólo 31 asientos, pese a ser el partido más votado a nivel nacional.
Los partidos del gobierno se enfrentaron a un revés electoral. El Partido Socialdemócrata Lituano, que había sido el partido más grande en el Seimas antes de las elecciones, terminó en tercer lugar, con 17 escaños. Sus socios de la coalición, el Partido Laborista y Orden y Justicia, les fue aún peor, obteniendo 2 y 8 escaños, respectivamente. El fracaso del gobierno se ha atribuido a un lento crecimiento económico, los escándalos de corrupción que habían salido a la luz durante los meses anteriores a las elecciones y la adopción de un nuevo código de trabajo que era muy impopular entre los votantes.

## Antecedentes
Las elecciones parlamentarias de 2012 se llevaron a cabo el 14 de octubre de 2012, con la segunda vuelta el 28 de octubre. Las elecciones fueron ganadas por el Partido Socialdemócrata Lituano, que consiguió 38 asientos de los 141 escaños para formar la Undécima representación del Seimas. Los Socialdemócratas se unieron en un gobierno de coalición con el Partido Laborista, Orden y Justicia y la organización Acción Electoral de Polacos en Lituania, siendo elegido como primer ministro Algirdas Butkevičius. El partido polaco se retiró del gobierno en 2014.

## Sistema electoral
El Seimas tiene 141 miembros, elegidos por un período de cuatro años en votación paralela, con 71 miembros elegidos en circunscripciones uninominales y 70 miembros elegidos por representación proporcional en un solo electorado nacional.
Los miembros del Seimas de los 71 distritos electorales de un solo miembro son elegidos por mayoría de votos. Un candidato es elegido en la primera ronda si obtiene la mayoría absoluta de todos los votos emitidos (incluidos los votos en blanco / no válidos) en un determinado electorado y la participación es de al menos el 40%. Si no se cumplen estos criterios, se produce una segunda vuelta entre los dos candidatos más altos en un plazo de 15 días. En la segunda ronda se elige al candidato que obtiene el mayor número de votos (no se requiere mayoría absoluta), pero si la participación en la constitución dada es inferior al 40%, todo el proceso electoral se repite.
Los 70 puestos restantes se asignan a los partidos políticos participantes utilizando el método del resto mayor. En el electorado nacional, las listas de partidos deben recibir por lo menos el 5% (7% de las listas electorales multipartidistas) del total de los votos emitidos (incluidos los votos en blanco / no válidos) para ser elegibles para un asiento.

## Resultados
| Partido                              | Partido                                            | Distrito Nacional | Distrito Nacional | Distrito Nacional | Circunscripciones uninominales | Circunscripciones uninominales | Circunscripciones uninominales | Circunscripciones uninominales | Circunscripciones uninominales | Circunscripciones uninominales | Total escaños | +/–   |
| Partido                              | Partido                                            | Distrito Nacional | Distrito Nacional | Distrito Nacional | 1.ª Ronda                      | 1.ª Ronda                      | 1.ª Ronda                      | 2.ª Ronda                      | 2.ª Ronda                      | 2.ª Ronda                      | Total escaños | +/–   |
| Partido                              | Partido                                            | Votos             | %                 | Escaños           | Votos                          | %                              | Escaños                        | Votos                          | %                              | Escaños                        | Total escaños | +/–   |
| ------------------------------------ | -------------------------------------------------- | ----------------- | ----------------- | ----------------- | ------------------------------ | ------------------------------ | ------------------------------ | ------------------------------ | ------------------------------ | ------------------------------ | ------------- | ----- |
|                                      | Unión de la Patria - Demócrata-Cristianos Lituanos | 275.846           | 22.63             | 20                | 258.834                        | 21.57                          | 1                              | 246.108                        | 27.94                          | 10                             | 31            | 2     |
|                                      | Unión de los Campesinos y Verdes Lituanos          | 274.023           | 22.45             | 19                | 229.769                        | 19.15                          | 0                              | 311.611                        | 35.38                          | 35                             | 54            | 53    |
|                                      | Partido Socialdemócrata Lituano                    | 183.547           | 15.04             | 13                | 183.267                        | 15.27                          | 0                              | 115.599                        | 13.12                          | 4                              | 17            | 21    |
|                                      | Movimiento Liberal                                 | 115.170           | 9.45              | 8                 | 139.522                        | 11.63                          | 0                              | 70.055                         | 7.95                           | 6                              | 14            | 4     |
|                                      | Coalición Anticorrupción (LCP–LPP)                 | 77.091            | 6.32              | 0                 | 36.621                         | 3.05                           | 0                              | 6.876                          | 0.78                           | 1                              | 1             | Nuevo |
|                                      | Acción Electoral de Polacos en Lituania            | 69.802            | 5.72              | 5                 | 63.291                         | 5.72                           | 2                              | 13.526                         | 1.54                           | 1                              | 8             | 0     |
|                                      | Orden y Justicia                                   | 67.801            | 5.55              | 5                 | 70.958                         | 5.91                           | 0                              | 28.894                         | 3.28                           | 3                              | 8             | 3     |
|                                      | Partido Laborista                                  | 59.617            | 4.88              | 0                 | 79.824                         | 6.65                           | 0                              | 25.803                         | 2.93                           | 2                              | 2             | 27    |
|                                      | Unión por la Libertad de Lituania                  | 27.257            | 2.23              | 0                 | 39.987                         | 2.23                           | 0                              | 10.130                         | 1.15                           | 0                              | 0             | Nuevo |
|                                      | Partido Verde Lituano                              | 24.690            | 2.03              | 0                 | 11.047                         | 0.92                           | 0                              | 5.627                          | 0.63                           | 1                              | 1             | Nuevo |
|                                      | Partido Político "Lista Lituana"                   | 21.942            | 1.72              | 0                 | 17.519                         | 1.46                           | 0                              | 8.709                          | 0.99                           | 1                              | 1             | Nuevo |
|                                      | Partido Popular Lituano                            | 12.845            | 1.01              | 0                 | 9.767                          | 0.81                           | 0                              | –                              | –                              | –                              | 0             | 0     |
|                                      | Coalición Contra la Pobreza y Corrupción (JL–LTS)  | 6.863             | 0.54              | 0                 | 4.150                          | 0.35                           | 0                              | –                              | –                              | –                              | 0             | Nuevo |
|                                      | El Camino del Coraje                               | 3.500             | 0.28              | 0                 | 4.619                          | 0.38                           | 0                              | -                              | –                              | –                              | 0             | 7     |
|                                      | Independientes                                     | –                 | –                 | –                 | 50.738                         | 4.23                           | 0                              | 37.919                         | 4.3                            | 4                              | 4             | 1     |
| Votos nulos                          | Votos nulos                                        | 52.444            | –                 | –                 | 72.789                         | –                              | –                              | 32.895                         | –                              | –                              | –             | –     |
| Total                                | Total                                              | 1.272.511         | 100.00            | 70                | 1.272.734                      | 100.00                         | 3                              | 913.752                        | 100.00                         | 68                             | 141           | 0     |
| Registrados/Participación            | Registrados/Participación                          | 2.514.657         | 50.60             | –                 | 2.514.657                      | 50.61                          | –                              | 2.405.143                      | 37.99                          | –                              | –             | –     |
| Fuente: Central Electoral Commission |                                                    |                   |                   |                   |                                |                                |                                |                                |                                |                                |               |       |

## Reacciones
Poco después de que los resultados de la primera ronda fueron claros, Mazuronis dimitió como líder del Partido Laborista, mientras que Paksas renunció como líder del partido Orden y Justicia. Después de la segunda ronda de votación, Butkevičius también ofreció su renuncia como presidente de los socialdemócratas, pero su renuncia fue rechazada. Sin embargo, Butkevičius descartó la reelección como presidente del partido en 2017.
Poco después de que los resultados de la elección se hicieron claros, el partido de los campesinos inició consultas de coalición con los partidos Unión de la Patria y Socialdemócratas. Los Campesinos y Verdes expresaron su deseo de una coalición amplia que involucrara a ambos partidos, un concepto que Unión de la Patria descartó. El 9 de noviembre, los Campesinos y Verdes firmaron un acuerdo de coalición con los socialdemócratas, en virtud del cual los socialdemócratas serían asignados a 3 de sus 17 escaños en el gabinete, mientras que los Campesinos y los Verdes nominarían Skvernelis y Viktoras Pranckietis para los cargos de Primer Ministro y Orador del Seimas, respectivamente.